# M40 (artillerie)
De 155 mm Gun Motor Carriage M40 was een Amerikaans gemechaniseerd kanon. De productie van het voertuig begon in februari 1945 en was te laat om ingezet te worden in de Tweede Wereldoorlog, maar is wel ingezet tijdens de Koreaanse Oorlog.

## Geschiedenis
Het Amerikaanse leger had de M12 met succes in Europa ingezet. Het kanon van de M12, nog afkomstig uit de voorraden van de Eerste Wereldoorlog waren gebruikt en het leger moest op zoek naar een alternatief. Dit werd gevonden in de 155 mm-M2 Gun en de 203 mm-houwitser (de M43). Voor de basis werd het verbrede en verlengde chassis van een M4 Sherman tank, versie M4A3, gebruikt die op dat moment in productie was. De ontwikkeling van de M40 startte in januari 1944 en in maart 1944 werden reeds vijf prototypes besteld bij Pressed Steel Car Company. De productie begon in februari 1945 en rond het einde van hetzelfde jaar werd het laatste exemplaar afgeleverd. Het prototype droeg de naam T38, maar in maart 1945 werd deze naam gewijzigd in M40.

## Beschrijving
Het voertuig werd gebouwd op een verbrede en verlengde chassis van een M4 Sherman tank, versie M4A3, en werd aangedreven door een Wright (Continental) R975 EC2 motor met 340 pk. De bestuurder en co-bestuurder zaten voorin, de motor in het midden en achterin het geschut, deze opbouw was goed vergelijkbaar met zijn voorganger de M12. In de vloer van het bestuurdersgedeelte was een ontsnappingsluik. De M40 was bewapend met een 155 mm-M2 Gun, met een bereik van ruim 22 kilometer. Het stuk had een elevatie van -5 tot +45 graden en een traverse van 18 graden naar beide zijden. De bemanning voor het kanon genoot weinig bescherming; de M40 zou ver van de linies zijn schoten afvuren waardoor de kans op vijandig vuur minimaal werd geacht. Het pantser van de opbouw was slechts 12 mm dik. Het voertuig had een beperkte ruimte om munitie mee te voeren. Achter het voertuig was een schuif gemonteerd, die naar beneden in de grond kon zakken om de terugstoot van het kanon op te vangen.

## Gebruik
De M40 werd vanaf februari 1945 geproduceerd bij de Pressed Steel Car Company, nadat het Amerikaanse leger er 418 had besteld. Slechts 1 tank werd ingezet tijdens de Tweede Wereldoorlog, tijdens de gevechten rond Keulen in het Ruhrgebied, door het 991e Artillerie Bataljon, samen met M43 (203 mm). Hierna werd de M40 gebruikt in de Koreaanse Oorlog. Engeland heeft ook gebruikgemaakt van de M40, onder de naam 155 mm SP, M40, deze zijn tot de jaren 60 in gebruik geweest. De M40 was een goed wapen en werd gewaardeerd door zijn bemanning, ze kregen de bijnaam "long-range snipers", vanwege de accuratesse van het wapen.

## Varianten
- Cargo Carrier T30 - hiervan werden er slechts een paar gebouwd, het project werd geannuleerd in december 1944.
- 8 inch Howitzer Motor Carriage M43 - bewapend met een 8 inch (203 mm) houwitser. Hiervan werden 48 exemplaren gebouwd.
- 250 mm Mortar Motor Carriage T94 - bewapend met een 10 inch (250 mm) mortier. Hiervan werd slechts een prototype gemaakt.